# Elektronický rozdělovač brzdného účinku
Elektronický rozdělovač brzdného účinku, zkráceně EBD (angl. Electronic brakeforce distribution), je technologie pro brzdový systém automobilu, která automaticky mění brzdný účinek aplikovaný na jednotlivá kola, v závislosti na stavu vozovky, rychlosti, zátěži apod. Je vždy spřažen s protiblokovacím systémem (ABS) a může nastavovat větší či menší účinek na příslušné kolo tak, aby se maximalizovala brzdná síla, ale kolo se stále odvalovalo (a vozidlo zůstalo ovladatelné).